# Antistia vicina
Antistia vicina är en bönsyrseart som beskrevs av Johann Heinrich Kaltenbach 1996. Antistia vicina ingår i släktet Antistia och familjen Tarachodidae. Inga underarter finns listade i Catalogue of Life.